# ATP Cup 2022
ATP Cup 2022 là lần thứ 3 giải ATP Cup được tổ chức, một giải quần vợt nam quốc tế thi đấu trên mặt sân cứng ngoài trời được tổ chức bởi Hiệp hội Quần vợt Chuyên nghiệp (ATP). Giải đấu có 16 đội tham dự và diễn ra tại Ken Rosewall Arena và Sydney Super Dome ở Sydney, từ ngày 1 đến ngày 9 tháng 1 năm 2022.

## Điểm xếp hạng ATP
| Thể loại | Xếp hạng của tay vợt | Vòng      | Điểm mỗi trận thắng vs. xếp hạng của đối thủ | Điểm mỗi trận thắng vs. xếp hạng của đối thủ | Điểm mỗi trận thắng vs. xếp hạng của đối thủ | Điểm mỗi trận thắng vs. xếp hạng của đối thủ | Điểm mỗi trận thắng vs. xếp hạng của đối thủ | Điểm mỗi trận thắng vs. xếp hạng của đối thủ | Điểm mỗi trận thắng vs. xếp hạng của đối thủ |
| Thể loại | Xếp hạng của tay vợt | Vòng      | Số 1–10                                      | Số 11–20                                     | Số 21–30                                     | Số 31–50                                     | Số 51–100                                    | Số 101–250                                   | Số 251+                                      |
| -------- | -------------------- | --------- | -------------------------------------------- | -------------------------------------------- | -------------------------------------------- | -------------------------------------------- | -------------------------------------------- | -------------------------------------------- | -------------------------------------------- |
| Đơn      | Số 1–250             | Chung kết | 280                                          | 220                                          | 140                                          | 100                                          | 90                                           | 60                                           | 40                                           |
| Đơn      | Số 1–250             | Bán kết   | 200                                          | 160                                          | 120                                          | 90                                           | 60                                           | 40                                           | 30                                           |
| Đơn      | Số 1–250             | Vòng bảng | 90                                           | 80                                           | 60                                           | 40                                           | 30                                           | 25                                           | 20                                           |
| Đơn      | Số 251+              | Chung kết | 85                                           | 85                                           | 85                                           | 85                                           | 85                                           | 55                                           | 40                                           |
| Đơn      | Số 251+              | Bán kết   | 55                                           | 55                                           | 55                                           | 55                                           | 55                                           | 40                                           | 30                                           |
| Đơn      | Số 251+              | Vòng bảng | 30                                           | 30                                           | 30                                           | 30                                           | 30                                           | 20                                           | 15                                           |
| Đôi      | Bất kỳ               | Chung kết | 90                                           | 90                                           | 90                                           | 90                                           | 90                                           | 90                                           | 90                                           |
| Đôi      | Bất kỳ               | Bán kết   | 75                                           | 75                                           | 75                                           | 75                                           | 75                                           | 75                                           | 75                                           |
| Đôi      | Bất kỳ               | Vòng bảng | 45                                           | 45                                           | 45                                           | 45                                           | 45                                           | 45                                           | 45                                           |

- Tối đa 750 điểm cho tay vợt đơn bất bại, 250 điểm cho đôi.[3]

## Tham dự
Có 15 quốc gia tham dự ATP Cup, dựa trên Bảng xếp hạng ATP của tay vợt đơn số 1 vào ngày 2 tháng 12 năm 2021 và tham dự giải đấu. Nước chủ nhà Úc được đặc cách.
Vào tháng 11, Thụy Sĩ rút lui sau khi Roger Federer rút lui do hồi phục chấn thương đầu gối.
Vào ngày 1 tháng 12, tay vợt số 6 thế giới Rafael Nadal cũng rút lui, nhưng Tây Ban Nha tham dự giải đấu với tay vợt đơn tốt nhất tiếp theo.
Áo ban đầu tham dự giải đấu với tay vợt số 15 thế giới Dominic Thiem. Tuy nhiên, với việc Thiem rút lui và Dennis Novak không thể đến Úc vào ngày 29 tháng 12, Áo đã rút lui, vì quy tắc của ATP Cup quy định ít nhất một tay vợt từ mỗi quốc gia phải xếp hạng trong top-250 và ba tay vợt tiếp theo của Áo không có thứ hạng này. Áo được thay thế bởi Pháp.
Tay vợt số 1 thế giới Novak Djokovic rút lui vào ngày 29 tháng 12 năm 2021, nhưng Serbia tham dự giải ATP Cup vì tay vợt tốt nhất tiếp theo Dušan Lajović đủ điều kiện xếp hạng. Nga ban đầu được đại diện bởi Andrey Rublev và Aslan Karatsev, nhưng cả hai rút lui vào ngày 29 tháng 12 năm 2021.
| Hạt giống | Quốc gia    | Tay vợt số 1          | Xếp hạng | Tay vợt số 2         | Xếp hạng | Tay vợt số 3            | Tay vợt số 4         | Tay vợt số 5       |
| --------- | ----------- | --------------------- | -------- | -------------------- | -------- | ----------------------- | -------------------- | ------------------ |
| 1         | Serbia      | Dušan Lajović         | 33       | Filip Krajinović     | 42       | Nikola Ćaćić            | Matej Sabanov        |                    |
| 2         | Nga         | Daniil Medvedev       | 2        | Roman Safiullin      | 167      | Evgeny Karlovskiy       | Alexander Shevchenko |                    |
| 3         | Đức         | Alexander Zverev      | 3        | Jan-Lennard Struff   | 51       | Yannick Hanfmann        | Kevin Krawietz       | Tim Pütz           |
| 4         | Hy Lạp      | Stefanos Tsitsipas    | 4        | Michail Pervolarakis | 399      | Petros Tsitsipas        | Markos Kalovelonis   | Aristotelis Thanos |
| 5         | Ý           | Matteo Berrettini     | 7        | Jannik Sinner        | 10       | Lorenzo Sonego          | Simone Bolelli       | Fabio Fognini      |
| 6         | Na Uy       | Casper Ruud           | 8        | Viktor Durasovic     | 345      | Lukas Hellum Lilleengen | Leyton Rivera        | Andreja Petrovic   |
| 7         | Ba Lan      | Hubert Hurkacz        | 9        | Kamil Majchrzak      | 117      | Kacper Żuk              | Jan Zieliński        | Szymon Walków      |
| 8         | Canada      | Félix Auger-Aliassime | 11       | Denis Shapovalov     | 14       | Brayden Schnur          | Steven Diez          |                    |
| 9         | Anh Quốc    | Cameron Norrie        | 12       | Dan Evans            | 25       | Liam Broady             | Joe Salisbury        | Jamie Murray       |
| 10        | Argentina   | Diego Schwartzman     | 13       | Federico Delbonis    | 44       | Federico Coria          | Máximo González      | Andrés Molteni     |
| 11        | Chile       | Cristian Garín        | 17       | Alejandro Tabilo     | 139      | Tomás Barrios Vera      |                      |                    |
| 12        | Tây Ban Nha | Roberto Bautista Agut | 19       | Pablo Carreño Busta  | 20       | Albert Ramos Viñolas    | A. Davidovich Fokina | Pedro Martínez     |
| 13        | Gruzia      | Nikoloz Basilashvili  | 22       | Aleksandre Metreveli | 571      | Aleksandre Bakshi       | Zura Tkemaladze      | Saba Purtseladze   |
| 14        | Hoa Kỳ      | Taylor Fritz          | 23       | John Isner           | 24       | Brandon Nakashima       | Rajeev Ram           |                    |
| 15 (WC)   | Úc          | Alex de Minaur        | 34       | James Duckworth      | 49       | Max Purcell             | John Peers           | Luke Saville       |
| 16        | Pháp        | Ugo Humbert           | 35       | Arthur Rinderknech   | 58       | Édouard Roger-Vasselin  | Fabrice Martin       |                    |

- Bảng xếp hạng vào ngày 27 tháng 12 năm 2021.

## Vòng bảng
16 đội được chia thành 4 bảng, mỗi bảng 4 đội thi đấu vòng tròn. Đội đứng nhất mỗi bảng vào vòng bán kết.

### Tóm tắt
G = Bảng, T = Thành tích, M = Trận, S = Sets
| G | Vị trí số 1 | Vị trí số 1 | Vị trí số 1 | Vị trí số 1 | Vị trí số 2 | Vị trí số 2 | Vị trí số 2 | Vị trí số 2 | Vị trí số 3 | Vị trí số 3 | Vị trí số 3 | Vị trí số 3 | Vị trí số 4 | Vị trí số 4 | Vị trí số 4 | Vị trí số 4 |
| G | Quốc gia    | T           | M           | S           | Quốc gia    | T           | M           | S           | Quốc gia    | T           | M           | S           | Quốc gia    | T           | M           | S           |
| - | ----------- | ----------- | ----------- | ----------- | ----------- | ----------- | ----------- | ----------- | ----------- | ----------- | ----------- | ----------- | ----------- | ----------- | ----------- | ----------- |
| A | Tây Ban Nha | 3–0         | 8–1         | 17–3        | Chile       | 2–1         | 4–5         | 10–12       | Serbia      | 1–2         | 4–5         | 9–12        | Na Uy       | 0–3         | 2–7         | 5–14        |
| B | Nga         | 3–0         | 7–2         | 15–8        | Úc          | 2–1         | 4–5         | 9–12        | Ý           | 1–2         | 5–4         | 12–9        | Pháp        | 0–3         | 2–7         | 8–15        |
| C | Canada      | 2–1         | 4–5         | 9–12        | Anh Quốc    | 2–1         | 5–4         | 11–9        | Đức         | 1–2         | 4–5         | 10–11       | Hoa Kỳ      | 1–2         | 5–4         | 12–10       |
| D | Ba Lan      | 3–0         | 8–1         | 17–4        | Argentina   | 2–1         | 6–3         | 12–8        | Hy Lạp      | 1–2         | 3–6         | 9–13        | Gruzia      | 0–3         | 1–8         | 4–17        |

- 2 đội xác định vị trí ở bảng C theo kết quả đối đầu

### Bảng A
| Vị trí | Quốc gia    | Thành tích | Trận | Sets  | S %   | Games  | G %   |
| ------ | ----------- | ---------- | ---- | ----- | ----- | ------ | ----- |
| 1      | Tây Ban Nha | 3–0        | 8–1  | 17–3  | 85.0% | 108–71 | 60.3% |
| 2      | Chile       | 2–1        | 4–5  | 10–12 | 45.5% | 86–88  | 49.4% |
| 3      | Serbia      | 1–2        | 4–5  | 9–12  | 42.9% | 85–89  | 48.9% |
| 4      | Na Uy       | 0–3        | 2–7  | 5–14  | 26.3% | 75–106 | 41.4% |

#### Chile vs. Tây Ban Nha
| · Chile · 0 | Ken Rosewall Arena 1 tháng 1 năm 2022 | Ken Rosewall Arena 1 tháng 1 năm 2022                                              | · Tây Ban Nha · 3 |      |          |  |
| \| \| \| \| 1 \| 2 \| 3 \| \| \| - \| \| ---------------------------------------------------------------------------------- \| ---- \| ---- \| -------- \| \| \| 1 \| \| Alejandro Tabilo Pablo Carreño Busta \| 4 6 \| 64 7 \| \| \| \| 2 \| \| Cristian Garín Roberto Bautista Agut \| 0 6 \| 3 6 \| \| \| \| 3 \| \| Tomás Barrios Vera / Alejandro Tabilo Alejandro Davidovich Fokina / Pedro Martínez \| 63 7 \| 6 4 \| [7] [10] \| \| |                                       |                                                                                    |                   |      |          |  |
| |                                       |                                                                                    | 1                 | 2    | 3        |  |
| 1 | Chile · Tây Ban Nha                   | Alejandro Tabilo Pablo Carreño Busta                                               | 4 6               | 64 7 |          |  |
| 2 | Chile · Tây Ban Nha                   | Cristian Garín Roberto Bautista Agut                                               | 0 6               | 3 6  |          |  |
| 3 | Chile · Tây Ban Nha                   | Tomás Barrios Vera / Alejandro Tabilo Alejandro Davidovich Fokina / Pedro Martínez | 63 7              | 6 4  | [7] [10] |  |

#### Serbia vs. Na Uy
| · Serbia · 2 | Ken Rosewall Arena 1 tháng 1 năm 2022 | Ken Rosewall Arena 1 tháng 1 năm 2022                          | · Na Uy · 1 |     |   |  |
| \| \| \| \| 1 \| 2 \| 3 \| \| \| - \| \| -------------------------------------------------------------- \| ---- \| --- \| - \| \| \| 1 \| \| Filip Krajinović Viktor Durasovic \| 6 2 \| 7 5 \| \| \| \| 2 \| \| Dušan Lajović Casper Ruud \| 3 6 \| 5 7 \| \| \| \| 3 \| \| Nikola Ćaćić / Filip Krajinović Viktor Durasovic / Casper Ruud \| 7 63 \| 6 3 \| \| \| |                                       |                                                                |             |     |   |  |
| |                                       |                                                                | 1           | 2   | 3 |  |
| 1 | Serbia · Na Uy                        | Filip Krajinović Viktor Durasovic                              | 6 2         | 7 5 |   |  |
| 2 | Serbia · Na Uy                        | Dušan Lajović Casper Ruud                                      | 3 6         | 5 7 |   |  |
| 3 | Serbia · Na Uy                        | Nikola Ćaćić / Filip Krajinović Viktor Durasovic / Casper Ruud | 7 63        | 6 3 |   |  |

#### Na Uy vs. Tây Ban Nha
| · Na Uy · 0 | Sydney Super Dome 3 tháng 1 năm 2022 | Sydney Super Dome 3 tháng 1 năm 2022                                                    | · Tây Ban Nha · 3 |      |   |  |
| \| \| \| \| 1 \| 2 \| 3 \| \| \| - \| \| --------------------------------------------------------------------------------------- \| --- \| ---- \| - \| \| \| 1 \| \| Viktor Durasovic Pablo Carreño Busta \| 3 6 \| 3 6 \| \| \| \| 2 \| \| Casper Ruud Roberto Bautista Agut \| 4 6 \| 64 7 \| \| \| \| 3 \| \| Lukas Hellum Lilleengen / Andreja Petrovic Alejandro Davidovich Fokina / Pedro Martinez \| 4 6 \| 1 6 \| \| \| |                                      |                                                                                         |                   |      |   |  |
| |                                      |                                                                                         | 1                 | 2    | 3 |  |
| 1 | Na Uy · Tây Ban Nha                  | Viktor Durasovic Pablo Carreño Busta                                                    | 3 6               | 3 6  |   |  |
| 2 | Na Uy · Tây Ban Nha                  | Casper Ruud Roberto Bautista Agut                                                       | 4 6               | 64 7 |   |  |
| 3 | Na Uy · Tây Ban Nha                  | Lukas Hellum Lilleengen / Andreja Petrovic Alejandro Davidovich Fokina / Pedro Martinez | 4 6               | 1 6  |   |  |

#### Serbia vs. Chile
| · Serbia · 1 | Sydney Super Dome 3 tháng 1 năm 2022 | Sydney Super Dome 3 tháng 1 năm 2022                               | · Chile · 2 |     |          |         |
| \| \| \| \| 1 \| 2 \| 3 \| \| \| - \| \| ------------------------------------------------------------------ \| --- \| --- \| -------- \| ------- \| \| 1 \| \| Filip Krajinović Alejandro Tabilo \| 6 4 \| 3 6 \| 7 65 \| \| \| 2 \| \| Dušan Lajović Cristian Garín \| 6 4 \| 4 6 \| 0 3 \| bỏ cuộc \| \| 3 \| \| Nikola Ćaćić / Matej Sabanov Tomás Barrios Vera / Alejandro Tabilo \| 4 6 \| 6 3 \| [7] [10] \| \| |                                      |                                                                    |             |     |          |         |
| |                                      |                                                                    | 1           | 2   | 3        |         |
| 1 | Serbia · Chile                       | Filip Krajinović Alejandro Tabilo                                  | 6 4         | 3 6 | 7 65     |         |
| 2 | Serbia · Chile                       | Dušan Lajović Cristian Garín                                       | 6 4         | 4 6 | 0 3      | bỏ cuộc |
| 3 | Serbia · Chile                       | Nikola Ćaćić / Matej Sabanov Tomás Barrios Vera / Alejandro Tabilo | 4 6         | 6 3 | [7] [10] |         |

Chú thích: Theo quy định của ATP Cup, một trận đấu bỏ cuộc được tính là một trận thắng hoặc thua trắng 2 set, nhưng không được tính vào tỉ lệ % games.

#### Na Uy vs. Chile
| · Na Uy · 1 | Ken Rosewall Arena 5 tháng 1 năm 2022 | Ken Rosewall Arena 5 tháng 1 năm 2022                                  | · Chile · 2 |      |     |  |
| \| \| \| \| 1 \| 2 \| 3 \| \| \| - \| \| ---------------------------------------------------------------------- \| --- \| ---- \| --- \| \| \| 1 \| \| Viktor Durasovic Alejandro Tabilo \| 1 6 \| 7 65 \| 1 6 \| \| \| 2 \| \| Casper Ruud Cristian Garín \| 6 4 \| 6 1 \| \| \| \| 3 \| \| Andreja Petrovic / Leyton Rivera Tomás Barrios Vera / Alejandro Tabilo \| 0 6 \| 4 6 \| \| \| |                                       |                                                                        |             |      |     |  |
| |                                       |                                                                        | 1           | 2    | 3   |  |
| 1 | Na Uy · Chile                         | Viktor Durasovic Alejandro Tabilo                                      | 1 6         | 7 65 | 1 6 |  |
| 2 | Na Uy · Chile                         | Casper Ruud Cristian Garín                                             | 6 4         | 6 1  |     |  |
| 3 | Na Uy · Chile                         | Andreja Petrovic / Leyton Rivera Tomás Barrios Vera / Alejandro Tabilo | 0 6         | 4 6  |     |  |

#### Serbia vs. Tây Ban Nha
| · Serbia · 1 | Ken Rosewall Arena 5 tháng 1 năm 2022 | Ken Rosewall Arena 5 tháng 1 năm 2022                              | · Tây Ban Nha · 2 |     |          |  |
| \| \| \| \| 1 \| 2 \| 3 \| \| \| - \| \| ------------------------------------------------------------------ \| ---- \| --- \| -------- \| \| \| 1 \| \| Filip Krajinović Pablo Carreño Busta \| 3 6 \| 4 6 \| \| \| \| 2 \| \| Dušan Lajović Roberto Bautista Agut \| 1 6 \| 4 6 \| \| \| \| 3 \| \| Nikola Ćaćić / Matej Sabanov Albert Ramos Viñolas / Pedro Martínez \| 65 7 \| 6 3 \| [10] [5] \| \| |                                       |                                                                    |                   |     |          |  |
| |                                       |                                                                    | 1                 | 2   | 3        |  |
| 1 | Serbia · Tây Ban Nha                  | Filip Krajinović Pablo Carreño Busta                               | 3 6               | 4 6 |          |  |
| 2 | Serbia · Tây Ban Nha                  | Dušan Lajović Roberto Bautista Agut                                | 1 6               | 4 6 |          |  |
| 3 | Serbia · Tây Ban Nha                  | Nikola Ćaćić / Matej Sabanov Albert Ramos Viñolas / Pedro Martínez | 65 7              | 6 3 | [10] [5] |  |

### Bảng B
| Vị trí | Quốc gia | Thành tích | Trận | Sets | S %   | Games   | G %   |
| ------ | -------- | ---------- | ---- | ---- | ----- | ------- | ----- |
| 1      | Nga      | 3–0        | 7–2  | 15–8 | 65.2% | 120–107 | 52.9% |
| 2      | Úc       | 2–1        | 4–5  | 9–12 | 42.9% | 96–100  | 49.0% |
| 3      | Ý        | 1–2        | 5–4  | 12–9 | 57.1% | 105–98  | 51.7% |
| 4      | Pháp     | 0–3        | 2–7  | 8–15 | 34.8% | 106–122 | 46.5% |

#### Nga vs. Pháp
| · Nga · 2 | Ken Rosewall Arena 2 tháng 1 năm 2022 | Ken Rosewall Arena 2 tháng 1 năm 2022                                     | · Pháp · 1 |     |      |  |
| \| \| \| \| 1 \| 2 \| 3 \| \| \| - \| \| ------------------------------------------------------------------------- \| ---- \| --- \| ---- \| \| \| 1 \| \| Roman Safiullin Arthur Rinderknech \| 2 6 \| 7 5 \| 6 3 \| \| \| 2 \| \| Daniil Medvedev Ugo Humbert \| 7 65 \| 5 7 \| 62 7 \| \| \| 3 \| \| Daniil Medvedev / Roman Safiullin Fabrice Martin / Édouard Roger-Vasselin \| 6 4 \| 6 4 \| \| \| |                                       |                                                                           |            |     |      |  |
| |                                       |                                                                           | 1          | 2   | 3    |  |
| 1 | Nga · Pháp                            | Roman Safiullin Arthur Rinderknech                                        | 2 6        | 7 5 | 6 3  |  |
| 2 | Nga · Pháp                            | Daniil Medvedev Ugo Humbert                                               | 7 65       | 5 7 | 62 7 |  |
| 3 | Nga · Pháp                            | Daniil Medvedev / Roman Safiullin Fabrice Martin / Édouard Roger-Vasselin | 6 4        | 6 4 |      |  |

#### Ý vs Úc
| · Ý · 1 | Ken Rosewall Arena 2 tháng 1 năm 2022 | Ken Rosewall Arena 2 tháng 1 năm 2022                        | · Úc · 2 |      |   |  |
| \| \| \| \| 1 \| 2 \| 3 \| \| \| - \| \| ------------------------------------------------------------ \| --- \| ---- \| - \| \| \| 1 \| \| Jannik Sinner Max Purcell \| 6 1 \| 6 3 \| \| \| \| 2 \| \| Matteo Berrettini Alex de Minaur \| 3 6 \| 64 7 \| \| \| \| 3 \| \| Matteo Berrettini / Simone Bolelli John Peers / Luke Saville \| 3 6 \| 5 7 \| \| \| |                                       |                                                              |          |      |   |  |
| |                                       |                                                              | 1        | 2    | 3 |  |
| 1 | Ý · Úc                                | Jannik Sinner Max Purcell                                    | 6 1      | 6 3  |   |  |
| 2 | Ý · Úc                                | Matteo Berrettini Alex de Minaur                             | 3 6      | 64 7 |   |  |
| 3 | Ý · Úc                                | Matteo Berrettini / Simone Bolelli John Peers / Luke Saville | 3 6      | 5 7  |   |  |

#### Ý vs. Pháp
| · Ý · 3 | Sydney Super Dome 4 tháng 1 năm 2022 | Sydney Super Dome 4 tháng 1 năm 2022                                      | · Pháp · 0 |       |          |  |
| \| \| \| \| 1 \| 2 \| 3 \| \| \| - \| \| ------------------------------------------------------------------------- \| --- \| ----- \| -------- \| \| \| 1 \| \| Jannik Sinner Arthur Rinderknech \| 6 3 \| 7 63 \| \| \| \| 2 \| \| Matteo Berrettini Ugo Humbert \| 6 4 \| 78 66 \| \| \| \| 3 \| \| Matteo Berrettini / Jannik Sinner Fabrice Martin / Édouard Roger-Vasselin \| 6 3 \| 67 9 \| [10] [8] \| \| |                                      |                                                                           |            |       |          |  |
| |                                      |                                                                           | 1          | 2     | 3        |  |
| 1 | Ý · Pháp                             | Jannik Sinner Arthur Rinderknech                                          | 6 3        | 7 63  |          |  |
| 2 | Ý · Pháp                             | Matteo Berrettini Ugo Humbert                                             | 6 4        | 78 66 |          |  |
| 3 | Ý · Pháp                             | Matteo Berrettini / Jannik Sinner Fabrice Martin / Édouard Roger-Vasselin | 6 3        | 67 9  | [10] [8] |  |

#### Nga vs Úc
| · Nga · 3 | Sydney Super Dome 4 tháng 1 năm 2022 | Sydney Super Dome 4 tháng 1 năm 2022                        | · Úc · 0 |     |          |  |
| \| \| \| \| 1 \| 2 \| 3 \| \| \| - \| \| ----------------------------------------------------------- \| ----- \| --- \| -------- \| \| \| 1 \| \| Roman Safiullin James Duckworth \| 78 66 \| 6 4 \| \| \| \| 2 \| \| Daniil Medvedev Alex de Minaur \| 6 4 \| 6 2 \| \| \| \| 3 \| \| Daniil Medvedev / Roman Safiullin John Peers / Luke Saville \| 79 67 \| 3 6 \| [10] [6] \| \| |                                      |                                                             |          |     |          |  |
| |                                      |                                                             | 1        | 2   | 3        |  |
| 1 | Nga · Úc                             | Roman Safiullin James Duckworth                             | 78 66    | 6 4 |          |  |
| 2 | Nga · Úc                             | Daniil Medvedev Alex de Minaur                              | 6 4      | 6 2 |          |  |
| 3 | Nga · Úc                             | Daniil Medvedev / Roman Safiullin John Peers / Luke Saville | 79 67    | 3 6 | [10] [6] |  |

#### Nga vs. Ý
| · Nga · 2 | Ken Rosewall Arena 6 tháng 1 năm 2022 | Ken Rosewall Arena 6 tháng 1 năm 2022                               | · Ý · 1 |      |          |  |
| \| \| \| \| 1 \| 2 \| 3 \| \| \| - \| \| ------------------------------------------------------------------- \| ---- \| ---- \| -------- \| \| \| 1 \| \| Roman Safiullin Jannik Sinner \| 6 78 \| 3 6 \| \| \| \| 2 \| \| Daniil Medvedev Matteo Berrettini \| 6 2 \| 65 7 \| 6 4 \| \| \| 3 \| \| Daniil Medvedev / Roman Safiullin Matteo Berrettini / Jannik Sinner \| 5 7 \| 6 4 \| [10] [5] \| \| |                                       |                                                                     |         |      |          |  |
| |                                       |                                                                     | 1       | 2    | 3        |  |
| 1 | Nga · Ý                               | Roman Safiullin Jannik Sinner                                       | 6 78    | 3 6  |          |  |
| 2 | Nga · Ý                               | Daniil Medvedev Matteo Berrettini                                   | 6 2     | 65 7 | 6 4      |  |
| 3 | Nga · Ý                               | Daniil Medvedev / Roman Safiullin Matteo Berrettini / Jannik Sinner | 5 7     | 6 4  | [10] [5] |  |

#### Úc vs. Pháp
| · Úc · 2 | Ken Rosewall Arena 6 tháng 1 năm 2022 | Ken Rosewall Arena 6 tháng 1 năm 2022                             | · Pháp · 1 |      |          |  |
| \| \| \| \| 1 \| 2 \| 3 \| \| \| - \| \| ----------------------------------------------------------------- \| --- \| ---- \| -------- \| \| \| 1 \| \| James Duckworth Arthur Rinderknech \| 4 6 \| 6 78 \| \| \| \| 2 \| \| Alex de Minaur Ugo Humbert \| 3 6 \| 7 62 \| 6 1 \| \| \| 3 \| \| John Peers / Luke Saville Fabrice Martin / Édouard Roger-Vasselin \| 6 2 \| 5 7 \| [11] [9] \| \| |                                       |                                                                   |            |      |          |  |
| |                                       |                                                                   | 1          | 2    | 3        |  |
| 1 | Úc · Pháp                             | James Duckworth Arthur Rinderknech                                | 4 6        | 6 78 |          |  |
| 2 | Úc · Pháp                             | Alex de Minaur Ugo Humbert                                        | 3 6        | 7 62 | 6 1      |  |
| 3 | Úc · Pháp                             | John Peers / Luke Saville Fabrice Martin / Édouard Roger-Vasselin | 6 2        | 5 7  | [11] [9] |  |

### Bảng C
| Vị trí | Quốc gia | Thành tích | Trận | Sets  | S %   | Games   | G %   |
| ------ | -------- | ---------- | ---- | ----- | ----- | ------- | ----- |
| 1      | Canada   | 2–1        | 4–5  | 9–12  | 42.9% | 100–108 | 48.1% |
| 2      | Anh Quốc | 2–1        | 5–4  | 11–9  | 55.0% | 97–94   | 50.8% |
| 3      | Đức      | 1–2        | 4–5  | 10–11 | 47.6% | 96–108  | 47.1% |
| 4      | Hoa Kỳ   | 1–2        | 5–4  | 12–10 | 54.5% | 117–100 | 53.9% |

- 2 đội xác định vị trí theo kết quả đối đầu.

#### Canada vs. Hoa Kỳ
| · Canada · 0 | Sydney Super Dome 2 tháng 1 năm 2022 | Sydney Super Dome 2 tháng 1 năm 2022                               | · Hoa Kỳ · 3 |     |     |  |
| \| \| \| \| 1 \| 2 \| 3 \| \| \| - \| \| ------------------------------------------------------------------ \| ----- \| --- \| --- \| \| \| 1 \| \| Brayden Schnur John Isner \| 1 6 \| 3 6 \| \| \| \| 2 \| \| Félix Auger-Aliassime Taylor Fritz \| 78 66 \| 4 6 \| 4 6 \| \| \| 3 \| \| Félix Auger-Aliassime / Denis Shapovalov Taylor Fritz / John Isner \| 4 6 \| 4 6 \| \| \| |                                      |                                                                    |              |     |     |  |
| |                                      |                                                                    | 1            | 2   | 3   |  |
| 1 | Canada · Hoa Kỳ                      | Brayden Schnur John Isner                                          | 1 6          | 3 6 |     |  |
| 2 | Canada · Hoa Kỳ                      | Félix Auger-Aliassime Taylor Fritz                                 | 78 66        | 4 6 | 4 6 |  |
| 3 | Canada · Hoa Kỳ                      | Félix Auger-Aliassime / Denis Shapovalov Taylor Fritz / John Isner | 4 6          | 4 6 |     |  |

#### Đức vs. Anh Quốc
| · Đức · 1 | Sydney Super Dome 2 tháng 1 năm 2022          | Sydney Super Dome 2 tháng 1 năm 2022                       | · Anh Quốc · 2 |     |   |  |
| \| \| \| \| 1 \| 2 \| 3 \| \| \| - \| \| ---------------------------------------------------------- \| ---- \| --- \| - \| \| \| 1 \| \| Jan-Lennard Struff Dan Evans \| 1 6 \| 2 6 \| \| \| \| 2 \| \| Alexander Zverev Cameron Norrie \| 7 62 \| 6 1 \| \| \| \| 3 \| \| Kevin Krawietz / Alexander Zverev Dan Evans / Jamie Murray \| 3 6 \| 4 6 \| \| \| |                                               |                                                            |                |     |   |  |
| |                                               |                                                            | 1              | 2   | 3 |  |
| 1 | Đức · Vương quốc Liên hiệp Anh và Bắc Ireland | Jan-Lennard Struff Dan Evans                               | 1 6            | 2 6 |   |  |
| 2 | Đức · Vương quốc Liên hiệp Anh và Bắc Ireland | Alexander Zverev Cameron Norrie                            | 7 62           | 6 1 |   |  |
| 3 | Đức · Vương quốc Liên hiệp Anh và Bắc Ireland | Kevin Krawietz / Alexander Zverev Dan Evans / Jamie Murray | 3 6            | 4 6 |   |  |

#### Đức vs. Hoa Kỳ
| · Đức · 2 | Ken Rosewall Arena 4 tháng 1 năm 2022 | Ken Rosewall Arena 4 tháng 1 năm 2022               | · Hoa Kỳ · 1 |     |     |  |
| \| \| \| \| 1 \| 2 \| 3 \| \| \| - \| \| --------------------------------------------------- \| ----- \| --- \| --- \| \| \| 1 \| \| Jan-Lennard Struff John Isner \| 79 67 \| 4 6 \| 7 5 \| \| \| 2 \| \| Alexander Zverev Taylor Fritz \| 6 4 \| 6 4 \| \| \| \| 3 \| \| Kevin Krawietz / Tim Pütz Taylor Fritz / John Isner \| 0 6 \| 3 6 \| \| \| |                                       |                                                     |              |     |     |  |
| |                                       |                                                     | 1            | 2   | 3   |  |
| 1 | Đức · Hoa Kỳ                          | Jan-Lennard Struff John Isner                       | 79 67        | 4 6 | 7 5 |  |
| 2 | Đức · Hoa Kỳ                          | Alexander Zverev Taylor Fritz                       | 6 4          | 6 4 |     |  |
| 3 | Đức · Hoa Kỳ                          | Kevin Krawietz / Tim Pütz Taylor Fritz / John Isner | 0 6          | 3 6 |     |  |

#### Canada vs. Anh Quốc
| · Canada · 2 | Ken Rosewall Arena 4 tháng 1 năm 2022            | Ken Rosewall Arena 4 tháng 1 năm 2022                                 | · Anh Quốc · 1 |     |   |  |
| \| \| \| \| 1 \| 2 \| 3 \| \| \| - \| \| --------------------------------------------------------------------- \| ---- \| --- \| - \| \| \| 1 \| \| Denis Shapovalov Dan Evans \| 4 6 \| 4 6 \| \| \| \| 2 \| \| Félix Auger-Aliassime Cameron Norrie \| 7 64 \| 6 3 \| \| \| \| 3 \| \| Félix Auger-Aliassime / Denis Shapovalov Jamie Murray / Joe Salisbury \| 6 4 \| 6 1 \| \| \| |                                                  |                                                                       |                |     |   |  |
| |                                                  |                                                                       | 1              | 2   | 3 |  |
| 1 | Canada · Vương quốc Liên hiệp Anh và Bắc Ireland | Denis Shapovalov Dan Evans                                            | 4 6            | 4 6 |   |  |
| 2 | Canada · Vương quốc Liên hiệp Anh và Bắc Ireland | Félix Auger-Aliassime Cameron Norrie                                  | 7 64           | 6 3 |   |  |
| 3 | Canada · Vương quốc Liên hiệp Anh và Bắc Ireland | Félix Auger-Aliassime / Denis Shapovalov Jamie Murray / Joe Salisbury | 6 4            | 6 1 |   |  |

#### Anh Quốc vs. Hoa Kỳ
| · Anh Quốc · 2 | Sydney Super Dome 6 tháng 1 năm 2022             | Sydney Super Dome 6 tháng 1 năm 2022               | · Hoa Kỳ · 1 |      |          |  |
| \| \| \| \| 1 \| 2 \| 3 \| \| \| - \| \| -------------------------------------------------- \| ---- \| ---- \| -------- \| \| \| 1 \| \| Dan Evans John Isner \| 6 4 \| 7 63 \| \| \| \| 2 \| \| Cameron Norrie Taylor Fritz \| 64 7 \| 6 3 \| 1 6 \| \| \| 3 \| \| Dan Evans / Jamie Murray Taylor Fritz / John Isner \| 63 7 \| 7 5 \| [10] [8] \| \| |                                                  |                                                    |              |      |          |  |
| |                                                  |                                                    | 1            | 2    | 3        |  |
| 1 | Vương quốc Liên hiệp Anh và Bắc Ireland · Hoa Kỳ | Dan Evans John Isner                               | 6 4          | 7 63 |          |  |
| 2 | Vương quốc Liên hiệp Anh và Bắc Ireland · Hoa Kỳ | Cameron Norrie Taylor Fritz                        | 64 7         | 6 3  | 1 6      |  |
| 3 | Vương quốc Liên hiệp Anh và Bắc Ireland · Hoa Kỳ | Dan Evans / Jamie Murray Taylor Fritz / John Isner | 63 7         | 7 5  | [10] [8] |  |

#### Đức vs. Canada
| · Đức · 1 | Sydney Super Dome 6 tháng 1 năm 2022 | Sydney Super Dome 6 tháng 1 năm 2022                   | · Canada · 2 |     |     |  |
| \| \| \| \| 1 \| 2 \| 3 \| \| \| - \| \| ------------------------------------------------------ \| ---- \| --- \| --- \| \| \| 1 \| \| Jan-Lennard Struff Denis Shapovalov \| 65 7 \| 6 4 \| 3 6 \| \| \| 2 \| \| Alexander Zverev Félix Auger-Aliassime \| 4 6 \| 6 4 \| 3 6 \| \| \| 3 \| \| Kevin Krawietz / Tim Pütz Steven Diez / Brayden Schnur \| 6 3 \| 6 4 \| \| \| |                                      |                                                        |              |     |     |  |
| |                                      |                                                        | 1            | 2   | 3   |  |
| 1 | Đức · Canada                         | Jan-Lennard Struff Denis Shapovalov                    | 65 7         | 6 4 | 3 6 |  |
| 2 | Đức · Canada                         | Alexander Zverev Félix Auger-Aliassime                 | 4 6          | 6 4 | 3 6 |  |
| 3 | Đức · Canada                         | Kevin Krawietz / Tim Pütz Steven Diez / Brayden Schnur | 6 3          | 6 4 |     |  |

### Bảng D
| Vị trí | Quốc gia  | Thành tích | Trận | Sets | S %   | Games  | G %   |
| ------ | --------- | ---------- | ---- | ---- | ----- | ------ | ----- |
| 1      | Ba Lan    | 3–0        | 8–1  | 17–4 | 81.0% | 117–68 | 63.2% |
| 2      | Argentina | 2–1        | 6–3  | 12–8 | 60.0% | 104–77 | 57.5% |
| 3      | Hy Lạp    | 1–2        | 3–6  | 9–13 | 40.9% | 70–93  | 42.9% |
| 4      | Gruzia    | 0–3        | 1–8  | 4–17 | 19.0% | 47–100 | 32.0% |

#### Argentina vs. Gruzia
| · Argentina · 3 | Sydney Super Dome 1 tháng 1 năm 2022 | Sydney Super Dome 1 tháng 1 năm 2022                                | · Gruzia · 0 |     |   |  |
| \| \| \| \| 1 \| 2 \| 3 \| \| \| - \| \| ------------------------------------------------------------------- \| --- \| --- \| - \| \| \| 1 \| \| Federico Delbonis Aleksandre Metreveli \| 6 1 \| 6 2 \| \| \| \| 2 \| \| Diego Schwartzman Nikoloz Basilashvili \| 6 1 \| 6 2 \| \| \| \| 3 \| \| Máximo González / Andrés Molteni Saba Purtseladze / Zura Tkemaladze \| 6 1 \| 6 2 \| \| \| |                                      |                                                                     |              |     |   |  |
| |                                      |                                                                     | 1            | 2   | 3 |  |
| 1 | Argentina · Gruzia                   | Federico Delbonis Aleksandre Metreveli                              | 6 1          | 6 2 |   |  |
| 2 | Argentina · Gruzia                   | Diego Schwartzman Nikoloz Basilashvili                              | 6 1          | 6 2 |   |  |
| 3 | Argentina · Gruzia                   | Máximo González / Andrés Molteni Saba Purtseladze / Zura Tkemaladze | 6 1          | 6 2 |   |  |

#### Hy Lạp vs. Ba Lan
| · Hy Lạp · 1 | Sydney Super Dome 1 tháng 1 năm 2022 | Sydney Super Dome 1 tháng 1 năm 2022                                     | · Ba Lan · 2 |     |          |  |
| \| \| \| \| 1 \| 2 \| 3 \| \| \| - \| \| ------------------------------------------------------------------------ \| --- \| --- \| -------- \| \| \| 1 \| \| Michail Pervolarakis Kamil Majchrzak \| 1 6 \| 4 6 \| \| \| \| 2 \| \| Aristotelis Thanos Hubert Hurkacz \| 1 6 \| 2 6 \| \| \| \| 3 \| \| Michail Pervolarakis / Stefanos Tsitsipas Hubert Hurkacz / Jan Zieliński \| 6 4 \| 5 7 \| [10] [8] \| \| |                                      |                                                                          |              |     |          |  |
| |                                      |                                                                          | 1            | 2   | 3        |  |
| 1 | Hy Lạp · Ba Lan                      | Michail Pervolarakis Kamil Majchrzak                                     | 1 6          | 4 6 |          |  |
| 2 | Hy Lạp · Ba Lan                      | Aristotelis Thanos Hubert Hurkacz                                        | 1 6          | 2 6 |          |  |
| 3 | Hy Lạp · Ba Lan                      | Michail Pervolarakis / Stefanos Tsitsipas Hubert Hurkacz / Jan Zieliński | 6 4          | 5 7 | [10] [8] |  |

#### Ba Lan vs. Gruzia
| · Ba Lan · 3 | Ken Rosewall Arena 3 tháng 1 năm 2022 | Ken Rosewall Arena 3 tháng 1 năm 2022                             | · Gruzia · 0 |     |          |  |
| \| \| \| \| 1 \| 2 \| 3 \| \| \| - \| \| ----------------------------------------------------------------- \| ---- \| --- \| -------- \| \| \| 1 \| \| Kamil Majchrzak Aleksandre Bakshi \| 6 1 \| 6 1 \| \| \| \| 2 \| \| Hubert Hurkacz Aleksandre Metreveli \| 65 7 \| 6 3 \| 6 1 \| \| \| 3 \| \| Szymon Walków / Jan Zieliński Aleksandre Bakshi / Zura Tkemaladze \| 62 7 \| 6 2 \| [10] [6] \| \| |                                       |                                                                   |              |     |          |  |
| |                                       |                                                                   | 1            | 2   | 3        |  |
| 1 | Ba Lan · Gruzia                       | Kamil Majchrzak Aleksandre Bakshi                                 | 6 1          | 6 1 |          |  |
| 2 | Ba Lan · Gruzia                       | Hubert Hurkacz Aleksandre Metreveli                               | 65 7         | 6 3 | 6 1      |  |
| 3 | Ba Lan · Gruzia                       | Szymon Walków / Jan Zieliński Aleksandre Bakshi / Zura Tkemaladze | 62 7         | 6 2 | [10] [6] |  |

#### Hy Lạp vs. Argentina
| · Hy Lạp · 0 | Ken Rosewall Arena 3 tháng 1 năm 2022 | Ken Rosewall Arena 3 tháng 1 năm 2022                                  | · Argentina · 3 |     |          |  |
| \| \| \| \| 1 \| 2 \| 3 \| \| \| - \| \| ---------------------------------------------------------------------- \| ---- \| --- \| -------- \| \| \| 1 \| \| Michail Pervolarakis Federico Delbonis \| 65 7 \| 1 6 \| \| \| \| 2 \| \| Stefanos Tsitsipas Diego Schwartzman \| 7 65 \| 3 6 \| 3 6 \| \| \| 3 \| \| Markos Kalovelonis / Petros Tsitsipas Máximo González / Andres Molteni \| 3 6 \| 6 4 \| [9] [11] \| \| |                                       |                                                                        |                 |     |          |  |
| |                                       |                                                                        | 1               | 2   | 3        |  |
| 1 | Hy Lạp · Argentina                    | Michail Pervolarakis Federico Delbonis                                 | 65 7            | 1 6 |          |  |
| 2 | Hy Lạp · Argentina                    | Stefanos Tsitsipas Diego Schwartzman                                   | 7 65            | 3 6 | 3 6      |  |
| 3 | Hy Lạp · Argentina                    | Markos Kalovelonis / Petros Tsitsipas Máximo González / Andres Molteni | 3 6             | 6 4 | [9] [11] |  |

#### Ba Lan vs. Argentina
| · Ba Lan · 3 | Sydney Super Dome 5 tháng 1 năm 2022 | Sydney Super Dome 5 tháng 1 năm 2022                           | · Argentina · 0 |      |   |  |
| \| \| \| \| 1 \| 2 \| 3 \| \| \| - \| \| -------------------------------------------------------------- \| ---- \| ---- \| - \| \| \| 1 \| \| Kamil Majchrzak Federico Delbonis \| 6 3 \| 7 63 \| \| \| \| 2 \| \| Hubert Hurkacz Diego Schwartzman \| 6 1 \| 6 4 \| \| \| \| 3 \| \| Szymon Walków / Jan Zieliński Máximo González / Andrés Molteni \| 7 64 \| 7 65 \| \| \| |                                      |                                                                |                 |      |   |  |
| |                                      |                                                                | 1               | 2    | 3 |  |
| 1 | Ba Lan · Argentina                   | Kamil Majchrzak Federico Delbonis                              | 6 3             | 7 63 |   |  |
| 2 | Ba Lan · Argentina                   | Hubert Hurkacz Diego Schwartzman                               | 6 1             | 6 4  |   |  |
| 3 | Ba Lan · Argentina                   | Szymon Walków / Jan Zieliński Máximo González / Andrés Molteni | 7 64            | 7 65 |   |  |

#### Hy Lạp vs. Gruzia
| · Hy Lạp · 2 | Sydney Super Dome 5 tháng 1 năm 2022 | Sydney Super Dome 5 tháng 1 năm 2022                                               | · Gruzia · 1 |     |           |         |
| \| \| \| \| 1 \| 2 \| 3 \| \| \| - \| \| ---------------------------------------------------------------------------------- \| --- \| --- \| --------- \| ------- \| \| 1 \| \| Michail Pervolarakis Aleksandre Metreveli \| 6 3 \| 6 2 \| \| \| \| 2 \| \| Stefanos Tsitsipas Nikoloz Basilashvili \| 4 1 \| \| \| bỏ cuộc \| \| 3 \| \| Michail Pervolarakis / Stefanos Tsitsipas Aleksandre Bakshi / Aleksandre Metreveli \| 6 4 \| 3 6 \| [14] [16] \| \| |                                      |                                                                                    |              |     |           |         |
| |                                      |                                                                                    | 1            | 2   | 3         |         |
| 1 | Hy Lạp · Gruzia                      | Michail Pervolarakis Aleksandre Metreveli                                          | 6 3          | 6 2 |           |         |
| 2 | Hy Lạp · Gruzia                      | Stefanos Tsitsipas Nikoloz Basilashvili                                            | 4 1          |     |           | bỏ cuộc |
| 3 | Hy Lạp · Gruzia                      | Michail Pervolarakis / Stefanos Tsitsipas Aleksandre Bakshi / Aleksandre Metreveli | 6 4          | 3 6 | [14] [16] |         |

Chú thích: Theo quy định của ATP Cup, một trận đấu bỏ cuộc được tính là một trận thắng hoặc thua trắng 2 set, nhưng không được tính vào tỉ lệ % games.

## Vòng đấu loại trực tiếp
|  | Bán kết | Bán kết     | Bán kết |        |    | Chung kết   | Chung kết | Chung kết |  |
|  |         |             |         |        |    |             |           |           |  |
|  | 12      | Tây Ban Nha | 2       |        |    |             |           |           |  |
|  | 12      | Tây Ban Nha | 2       |        |    |             |           |           |  |
|  | 7       | Ba Lan      | 1       |        |    |             |           |           |  |
|  | 7       | Ba Lan      | 1       |        | 12 | Tây Ban Nha |           |           |  |
|  |         |             |         |        | 12 | Tây Ban Nha |           |           |  |
|  |         |             | 8       | Canada |    |             |           |           |  |
|  | 8       | Canada      | 8       | Canada | 2  |             |           |           |  |
|  | 8       | Canada      |         |        |    |             |           |           |  |
|  | 2       | Nga         | 1       |        |    |             |           |           |  |

### Bán kết

#### Tây Ban Nha vs. Ba Lan
| · Tây Ban Nha · 2 | Ken Rosewall Arena 7 tháng 1 năm 2022 | Ken Rosewall Arena 7 tháng 1 năm 2022                               | · Ba Lan · 1 |     |          |  |
| \| \| \| \| 1 \| 2 \| 3 \| \| \| - \| \| ------------------------------------------------------------------- \| ----- \| --- \| -------- \| \| \| 1 \| \| Pablo Carreño Busta Jan Zieliński \| 6 2 \| 6 1 \| \| \| \| 2 \| \| Roberto Bautista Agut Hubert Hurkacz \| 78 66 \| 2 6 \| 7 65 \| \| \| 3 \| \| Pedro Martínez / Albert Ramos Viñolas Szymon Walków / Jan Zieliński \| 6 4 \| 3 6 \| [6] [10] \| \| |                                       |                                                                     |              |     |          |  |
| |                                       |                                                                     | 1            | 2   | 3        |  |
| 1 | Tây Ban Nha · Ba Lan                  | Pablo Carreño Busta Jan Zieliński                                   | 6 2          | 6 1 |          |  |
| 2 | Tây Ban Nha · Ba Lan                  | Roberto Bautista Agut Hubert Hurkacz                                | 78 66        | 2 6 | 7 65     |  |
| 3 | Tây Ban Nha · Ba Lan                  | Pedro Martínez / Albert Ramos Viñolas Szymon Walków / Jan Zieliński | 6 4          | 3 6 | [6] [10] |  |

#### Canada vs. Nga
| · Canada · 2 | Ken Rosewall Arena 8 tháng 1 năm 2022 | Ken Rosewall Arena 8 tháng 1 năm 2022                                      | · Nga · 1 |     |          |  |
| \| \| \| \| 1 \| 2 \| 3 \| \| \| - \| \| -------------------------------------------------------------------------- \| --- \| --- \| -------- \| \| \| 1 \| \| Denis Shapovalov Roman Safiullin \| 6 4 \| 5 7 \| 6 4 \| \| \| 2 \| \| Félix Auger-Aliassime Daniil Medvedev \| 4 6 \| 0 6 \| \| \| \| 3 \| \| Félix Auger-Aliassime / Denis Shapovalov Daniil Medvedev / Roman Safiullin \| 4 6 \| 7 5 \| [10] [7] \| \| |                                       |                                                                            |           |     |          |  |
| |                                       |                                                                            | 1         | 2   | 3        |  |
| 1 | Canada · Nga                          | Denis Shapovalov Roman Safiullin                                           | 6 4       | 5 7 | 6 4      |  |
| 2 | Canada · Nga                          | Félix Auger-Aliassime Daniil Medvedev                                      | 4 6       | 0 6 |          |  |
| 3 | Canada · Nga                          | Félix Auger-Aliassime / Denis Shapovalov Daniil Medvedev / Roman Safiullin | 4 6       | 7 5 | [10] [7] |  |

### Chung kết

#### Tây Ban Nha vs. Canada
| · Tây Ban Nha · 0 | Ken Rosewall Arena 9 tháng 1 năm 2022 | Ken Rosewall Arena 9 tháng 1 năm 2022                                                 | · Canada · 2 |     |   |            |
| \| \| \| \| 1 \| 2 \| 3 \| \| \| - \| \| ------------------------------------------------------------------------------------- \| ---- \| --- \| - \| ---------- \| \| 1 \| \| Pablo Carreño Busta Denis Shapovalov \| 4 6 \| 3 6 \| \| \| \| 2 \| \| Roberto Bautista Agut Félix Auger-Aliassime \| 63 7 \| 3 6 \| \| \| \| 3 \| \| Alejandro Davidovich Fokina / Pedro Martínez Félix Auger-Aliassime / Denis Shapovalov \| \| \| \| không chơi \| |                                       |                                                                                       |              |     |   |            |
| |                                       |                                                                                       | 1            | 2   | 3 |            |
| 1 | Tây Ban Nha · Canada                  | Pablo Carreño Busta Denis Shapovalov                                                  | 4 6          | 3 6 |   |            |
| 2 | Tây Ban Nha · Canada                  | Roberto Bautista Agut Félix Auger-Aliassime                                           | 63 7         | 3 6 |   |            |
| 3 | Tây Ban Nha · Canada                  | Alejandro Davidovich Fokina / Pedro Martínez Félix Auger-Aliassime / Denis Shapovalov |              |     |   | không chơi |